# Pteronymia santanella
Pteronymia santanella är en fjärilsart som beskrevs av Richard Haensch 1903. Pteronymia santanella ingår i släktet Pteronymia och familjen praktfjärilar. Inga underarter finns listade.